# Анна Мария Лукреция
Анна Мария Лукреция (на немски: Anna Maria Lukrezia von Baden; * 1592, Мурано до Венеция; † 12 септември 1654, замък Кастелаун/Хунсрюк, Рейнланд-Пфалц) е маркграфиня от Маркграфство Баден-Баден.

## Произход
Тя е единствената дъщеря на маркграф Едуард Фортунат фон Баден-Баден (1565 – 1600) и на Мария фон Айкен (1571 – 1636), дъщеря на Йобст фон Айкен. По баща е внучка на маркграф Христоф II фон Баден-Родемахерн и шведската принцеса Цецилия Васа (1540 – 1627), дъщеря на крал Густав I от Швеция. Сестра е на маркграф Вилхелм (1593 – 1677), на Херман Фортунат (1595 – 1665) и на Албрехт Карл (1598 – 1626).
Погребана е до родителите си в манастир Енгелпорт близо до Хунсрюк до Мозел.